# Eleições legislativas portuguesas de 1945
As eleições legislativas portuguesas de 1945 foram realizadas no dia 18 de Novembro, sendo eleitos os 120 deputados da Assembleia Nacional. Estas eleições foram antecipadas de um ano, após a dissolução do parlamento em 6 de julho de 1945. A totalidade dos deputados eleitos pertence à União Nacional. A oposição organizou-se no Movimento de Unidade Democrática, mas desistiu das eleições e apelou à abstenção.
A câmara iniciou os trabalhos em 26 de novembro de 1945 e esteve em funções até às eleições de 1949.

## Resultados eleitorais
| Partido                 | Partido                              | Votos                                               | %                                                   | +/-                                                 | Deputados                                           | +/-                                                 |
| ----------------------- | ------------------------------------ | --------------------------------------------------- | --------------------------------------------------- | --------------------------------------------------- | --------------------------------------------------- | --------------------------------------------------- |
|                         | União Nacional                       | 489 130                                             | 100,00                                              | 14,4                                                | 120 / 120                                           | 20                                                  |
|                         | Movimento de Unidade Democrática (a) | MUD anunciou desistência em 11 de novembro de 1945. | MUD anunciou desistência em 11 de novembro de 1945. | MUD anunciou desistência em 11 de novembro de 1945. | MUD anunciou desistência em 11 de novembro de 1945. | MUD anunciou desistência em 11 de novembro de 1945. |
| Votos Inválidos         | Votos Inválidos                      | 3                                                   | 0,00                                                | 14,4                                                |                                                     |                                                     |
| Total                   | Total                                | 489 133                                             | 100                                                 |                                                     | 120                                                 | 20                                                  |
| Eleitorado/Participação | Eleitorado/Participação              | 909 456                                             | 53,8                                                | 32,8                                                |                                                     |                                                     |

(a) Desistiu antes do ato eleitoral, por falta de condições e falta de imparcialidade.